# Finale della Coppa delle nazioni africane 1974
La finale della Coppa delle nazioni africane 1974 si disputò il 12 e 14 marzo 1974 allo Stadio Internazionale del Cairo di Il Cairo, tra le nazionali di Zaire e Zambia. Fu vinta dallo Zaire per 2-0 nella ripetizione della gara disputata due giorni dopo l'1-1 maturato ai tempi supplementari nella prima gara. Per lo Zaire si è trattato del primo successo in assoluto nella storia della massima competizione tra nazionali maschili africane.

## Le squadre
| Squadra | Finali (o spareggi) disputate in precedenza (il grassetto indica la vittoria) |
| ------- | ----------------------------------------------------------------------------- |
| Zaire   | 1 (1968)                                                                      |
| Zambia  | Nessuna                                                                       |

## Cammino verso la finale

### Tabella riassuntiva del percorso
| Nazione           | P.ti | G |
| ----------------- | ---- | - |
| Congo-Brazzaville | 5    | 3 |
| Zaire             | 4    | 3 |
| Guinea            | 3    | 3 |
| Mauritius         | 0    | 3 |

| Nazione        | P.ti | G |
| -------------- | ---- | - |
| Egitto         | 6    | 3 |
| Zambia         | 4    | 3 |
| Uganda         | 1    | 3 |
| Costa d'Avorio | 1    | 3 |

## Tabellino della finale
| Arbitro: | Gamar Gamar |

|                 |           |                           |
| Ndaye 65’, 117’ | Marcatori | 40’ Kaushi 120’ Sinyangwe |

| Zaire           |                      |  |  |
|                 |                      |  |  |
| P               | Robert Mwamba        |  |  |
| D               | Tshimen Bwanga       |  |  |
| D               | Kafula Ngoie         |  |  |
| D               | Boba Lobilo          |  |  |
| C               | Joseph Mwepu Ilunga  |  |  |
| C               | Mantantu Kidumu      |  |  |
| C               | Adelard Mayanga Maku |  |  |
| A               | Mabwene Mana         |  |  |
| A               | Mafuila Mavuba       |  |  |
| A               | Mulamba Ndaye        |  |  |
| A               | Emmanuel Kakoko      |  |  |
| CT:             |                      |  |  |
| Blagoja Vidinić |                      |  |  |

| Zambia       |                    |  |  |
|              |                    |  |  |
| P            | Emmanuel Mwape     |  |  |
| D            | Dickson Chama      |  |  |
| D            | Dickson Makwaza    |  |  |
| D            | Edwin Mbaso        |  |  |
| D            | Ackim Masunge      |  |  |
| C            | Bernard Chanda     |  |  |
| C            | Jan Simulambo      |  |  |
| C            | Boniface Simutowe  |  |  |
| A            | Simon Kaushi       |  |  |
| A            | Joseph Mapulanga   |  |  |
| A            | Brighton Sinyangwe |  |  |
| CT:          |                    |  |  |
| Ante Buselic |                    |  |  |

## Tabellino della ripetizione
| Arbitro: | Gamar Gamar |

|                |           |  |
| Ndaye 30’, 76’ | Marcatori |  |

| Zaire           |                      |  |  |
|                 |                      |  |  |
| P               | Robert Mwamba        |  |  |
| D               | Tshimen Bwanga       |  |  |
| D               | Mwanza Mukombo       |  |  |
| D               | Boba Lobilo          |  |  |
| C               | Joseph Mwepu Ilunga  |  |  |
| C               | Mantantu Kidumu      |  |  |
| C               | Adelard Mayanga Maku |  |  |
| A               | Mabwene Mana         |  |  |
| A               | Mafuila Mavuba       |  |  |
| A               | Mulamba Ndaye        |  |  |
| A               | Emmanuel Kakoko      |  |  |
| CT:             |                      |  |  |
| Blagoja Vidinić |                      |  |  |

| Zambia       |                    |  |  |
|              |                    |  |  |
| P            | Emmanuel Mwape     |  |  |
| D            | Dickson Chama      |  |  |
| D            | Dickson Makwaza    |  |  |
| D            | Edwin Mbaso        |  |  |
| D            | Ackim Masunge      |  |  |
| C            | Bernard Chanda     |  |  |
| C            | Jan Simulambo      |  |  |
| C            | Boniface Simutowe  |  |  |
| A            | Simon Kaushi       |  |  |
| A            | Joseph Mapulanga   |  |  |
| A            | Brighton Sinyangwe |  |  |
| CT:          |                    |  |  |
| Ante Buselic |                    |  |  |